# Pearl Jam (album)
'Pearl Jam' (ook wel The Avocado Album genoemd) is een album van de Amerikaanse rockband Pearl Jam en uitgebracht op 2 mei 2006. Het is het achtste studioalbum van de band, werd opgenomen vanaf november 2004 en geproduceerd door Adam Kasper. De singles van het album zijn World Wide Suicide, Life Wasted en Gone.

## Commercieel succes
Het album is het laatste dat door de band werd uitgegeven bij Sony Music en was, voor Pearl Jam-begrippen, over het algemeen een succes. Het bereikte in geen enkel land een nr. 1-notering; dit in tegenstelling tot de enorme succesalbums uit de jaren negentig (Ten, Vs., Vitalogy) en de recentere albums Backspacer en Lightning Bolt. In de Verenigde Staten debuteerde het album echter op nr. 2, en het album verkocht wereldwijd gezien beter dan de voorganger Riot Act.

## Stijl
De stijl op het album wordt veelal gezien als een terugkeer naar de oorsprong van de band, met de nadruk op up-temponummers en een agressieve toon. Geen enkel nummer heeft een fade-out. Vooral de eerste vijf nummers zijn het meest up-temo van het album. De teksten zijn veelal politiek geladen. Het album werd ondersteund door een wereldwijde tournee in 2006, met onder andere een optreden in Arnhem op 29 augustus 2006 en een dag later in Antwerpen.

## Reviews
Het Amerikaanse muziekblad Rolling Stone geeft vier sterren (van de vijf) en noemt het album "Pearl Jam's first studio release in four years and their best in ten". Het voegt hier aan toe dat "the politics on Pearl Jam are not those of right or left but of engagement and responsibility".